# داوود مفتاح
میرزا داوود خان مفتاح‌السلطنه (۱۲۴۸خ تهران – ۱۳۲۰خ تهران) که نام خانوادگی مفتاح برگزید، دیپلمات دوران قاجار و اوائل پهلوی بود.
پسر محمود مفتاح‌الملک مازندارنی بود. در ۱۳۰۵ قمری (۱۲۶۷ یا ۱۲۶۸ خورشیدی) به استخدام وزارت خارجه درآمد. اوائل سلطنت مظفرالدین شاه رئیس اداره دول غیر همجوار و یک سال بعد رئیس اداره انگلیس شد. در همین سمت نشان شیر و خورشید با حمایل سبز گرفت و به مدیرکلی وزارت امورخارجه رسید. هنگام تاجگذاری جرج پنجم پادشاه انگلیس (اول تیر ۱۲۹۰ خورشیدی)، او مستشار سفارت کبرای فوق‌العاده ایران در آن کشور بود و پس از آن، ژنرال قنسول (سرکنسول) ایران در هند شد. پس از بازگشت به ایران به معاونت وزارت امور خارجه رسید و لقب مفتاح‌السلطنه گرفت. 
مفتاح‌السلطنه در سال ۱۳۰۰ وزیرمختار ایران در لندن شد و چهار سال در این سمت ماند و از پادشاه انگلیس لقب «سِر» گرفت. پس از بازگشت، در پی کناره گیری حسن مشار وزیر امورخارجه کابینه محمدعلی فروغی در اواخر سال ۱۳۰۴ کفالت (سرپرستی) وزارت خارجه را عهده‌دار شد. در همین مقام همراه با محمدعلی فروغی، قرارداد ودادیه و تأمینیه را در اول اردیبهشت ۱۳۰۵ با ممدوح شوکت بیگ سفیر ترکیه در ایران امضا کرد که پس از تشکیل ترکیه نوین، نخستین قراردادی است که میان دو کشور بسته شده است.
در مرداد ۱۳۰۵ دولت محمدعلی فروغی کنار رفت و حسن مستوفی، وزارت خارجه را به علیقلی مسعود انصاری سپرد و مفتاح را به عنوان وزیرمختار روانه امریکا کرد. مفتاح تا هنگام بازنشستگی در سال ۱۳۰۹ در این سمت ماند. 
داوود مفتاح در جوانی با دختر میرزا مهدی خان ممتحن‌الدوله شقاقی نخستین معمار (آرشیتکت) نوین ایران ازدواج کرد و از او صاحب چند فرزند شد از جمله عبدالحسین مفتاح اما ازدواجشان به جدایی انجامید. 